# Leucocarbo ranfurlyi
Il cormorano delle Bounty (Leucocarbo ranfurlyi Ogilvie-Grant, 1901) è un uccello appartenente alla famiglia dei Falacrocoracidi diffuso nell'isola Bounty.

## Conservazione
La Lista rossa IUCN classifica Leucocarbo ranfurlyi come specie vulnerabile.